# Aphthona lutescens
Aphthona lutescens là một loài bọ cánh cứng trong họ Chrysomelidae. Loài này được Gyllenhal miêu tả khoa học năm 1808.

## Hình ảnh

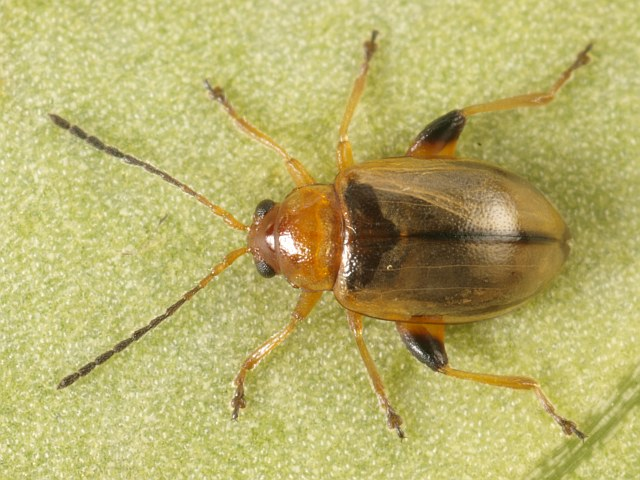